# Ростислаевка
Ростислаевка — деревня в Карсунском районе Ульяновской области. Входит в состав Горенского сельского поселения.

## География
Расположено на правом берегу р. Сура в 28 км к северо-западу от районного центра — посёлка Карсун.

## История
Деревня Ростислаевка (Ребровка) основана, предположительно, в середине XIX века.
В 1859 году деревня Ростиславка, была во 2-м стане Карсунского уезда Симбирской губернии.
В 1897 году в Ростислаевка (Ребровка) в 31 дворе жило 235 человек.
В 1913 году в деревне Ростислаевка (Ребровка) 55 дворов, 323 человек. 
С 1918 года деревня Ростислаевка в Беловодском сельсовете в составе Коржевской волости Карсунского уезда. 
В 1996 — 47 человек, русские. Отделение колхоза «Пятилетка» (СПК «Сура»).

## Население
| 2010 |
| ---- |
| 10   |